# Сборная Камызякского края
«Сборная Камызякского края по КВНу» (или просто «Камызяки») — команда КВН из города Камызяк. Чемпион Высшей лиги КВН (2015).

## История
Будущие актёры команды КВН «Камызяки» играли в КВН и раньше. Азамат Мусагалиев и Роман Кулясов играли за местную камызякскую команду «Вирус», Денис Дорохов и Ренат Мухамбаев играли за астраханскую команду «Сервант». В итоге объединив сразу несколько команд, появилась «Сборная Астрахани», которая приняла участие в сезоне Премьер-лиги 2008 года. После вылета в четвертьфинале команда распалась, и на её месте появилась «Сборная Камызякского края по КВНу».
Команда появилась после сочинского фестиваля 2009 года. Первая игра команды «Сборная Камызякского края по КВНу» состоялась 7 марта 2009 года на фестивале межрегиональной лиги «Каспий». В 2010 году команда приняла участие в Первой лиге КВН и добралась до полуфинала.
В 2012 году участвовала в Высшей лиге и в 1⁄8, и в 1⁄4 финала занимала 1-е место, при этом получив максимально возможные баллы. В ½ финала поделила третье место с командой «Вятка», уступив командам «Факультет журналистики» и «ГородЪ ПятигорскЪ», и не прошла в финал.
В первой 1⁄8 финала 2013 года и во второй ¼ финала команда заняла первые места. В полуфинале 2013 года в упорной борьбе заняла второе место, отстав от победителей всего на 0,3 балла (по правилам полуфинала 2013 года, в финал напрямую выходила команда, занявшая первое место), но всё-таки прошла в финал как победитель Кубка мэра Москвы. 6 декабря 2013 года в финале Высшей лиги заняла 2-е место, поделив его с командой КВН «Днепр» и отстав от первого на 0,2 балла. В полуфинале 2013 года за команду в конкурсе СТЭМ выступил Александр Масляков-младший.
1 апреля 2013 года команда приняла участие в официальном открытии Дома КВН.
Команда пропустила сезон 2014 года и вернулась в Высшую лигу в 2015 году, завоевав чемпионство.
На «Встрече выпускников КВН» 2019 года играла против команд «Уральские пельмени» и «Город Пятигорск», одержав победу. В сентябре 2023 года Азамат Мусагалиев и Денис Дорохов приняли участие в концерте по случаю 80-й годовщины со Дня освобождения Донбасса в мемориальном комплексе «Саур-Могила» в Донецкой области.

## Состав
Действующие участники
- Азамат Мусагалиев — капитан (2009-2015, 2019)
- Денис Дорохов (2009-2015, 2019)
- Вячеслав Макаров (2009-2015, 2019)
- Ренат Мухамбаев (2009-2015, 2019)
- Александр Панекин (2009-2015, 2019)
- Роман Кулясов (2009-2015, 2019)
- Данил Альсеитов (2009-2015, 2019)
- Ирина Илюхина — основатель и директор (2009-2015, 2019)
- Сергей Каламбацкий — звукооператор (2009-2015, 2019)
- Артём Усов — художественный руководитель, соавтор (Четыре татарина, первый состав) (2009-2015, 2019)
- Таймаз Шарипов — соавтор (Сборная Санкт-Петербурга) (2011-2015, 2019)

Бывшие участники
- Артём Гармонов (2009-2011)
- Иван Алексеев (2009-2011)
- Никита Епифанов (2009-2011)
- Фуад Курбанов (2009-2011)
- Александр Предвечный (2009-2011)
- Тимур Дыханов (2009-2013)
- Владимир Кочнев (2009-2013)
- Иван Головко — звукооператор (2009-2011)
- Юлия «Чаба» Чабанова (2009-2013)
- Анна «Аннет» Мухина (2011-2013)

## Достижения
- Полуфиналисты Первой лиги КВН 2010
- Финалисты Премьер лиги КВН 2011
- Победители Кубка Мэра Москвы (2013)
- Вице-чемпионы Высшей Лиги КВН 2013
- Чемпионы Высшей Лиги КВН 2015[4]
- Победители Встречи выпускников (2019)

## ПостКВН
- Азамат Мусагалиев — ведущий телеигр телеканалов ТНТ и ТНТ4 («Где логика?», «Я себя знаю!», «Музыкальная интуиция», «Я тебе не верю»), актёр сериала «Интерны», актёр шоу «Однажды в России» и актер рекламы «Мегафон».
- Денис Дорохов — актёр шоу «Однажды в России», рекламы «МТС» и сериала «Братья», ведущий «Я тебе не верю».
- Вячеслав Макаров — актёр шоу «Однажды в России», финалист первого сезона шоу «Ну-ка, все вместе!», ведущий шоу «Маска» и «Аватар» и участник шоу «ШоуМаскгоон» на телеканале НТВ, участник «Шоу большой страны» на канале «Россия-1», ведущий юмористического шоу «Суперлига» на канале СТС.
- Ренат Мухамбаев — актёр сериала «Корни».

## Песня про мэра
Песня про мэра оказалась пророческой — в 2013 году осудили на три года условно мэра города Камызяк Олега Никулику, а в начале 2019-го задержали за взятку его преемника, следующего мэра — Дмитрия Васильева, при этом, по словам участников команды, «Образ мэра Камызяка собирательный. Мы имеем в виду не лично Олега Никулика, а любого мэра небольшого провинциального городка, далёкого от совершенства». Олег Никулика в интервью говорил, что не держит зла на участников команды, и заметил, что уже два года сам не ел чёрную икру. В эфире Первого канала, когда на игре присутствовал мэр города Москвы, были вырезаны слова — «Он для нас — царь, для нас — господин. Впрочем, что вам об этом петь, у вас такой же один в один».